# سیارک ۲۱۴۹۷
سیارک ۲۱۴۹۷ (به انگلیسی: 21497 Alicehine، نامگذاری:1998JJ3) بیست و یک هزار و چهارصد و نود و هفتمین سیارک کشف شده‌است که در ۱ مه ۱۹۹۸ کشف شد.
قدر مطلق سیارک برابر ۹.۸ است.